# Geografía de Oaxaca
El presente artículo aborda la geografía de Oaxaca, un estado mexicano ubicado al suroeste del país. Ocupa el quinto lugar en extensión a nivel nacional, y su orografía es una de las más accidentadas del país. En la región, se cruzan la Sierra Madre Oriental, la Sierra Madre del Sur y la Sierra Atravesada. Mientras las montañas se caracterizan por sus bajas temperaturas, la región del istmo, la cañada y de la costa se caracterizan por su clima poco caluroso.
Los ríos más importantes son el Río Papaloapan, que se alimenta del Río Tomellín y el río Santo Domingo, y el Río Atoyac, que forma parte de la cuenca hidrográfica Río Atoyac-Verde.[cita requerida]
| Noroeste: Puebla          | Norte: Puebla / / Veracruz | Nordeste: Veracruz       |
| Oeste: Guerrero           |                            | Este: Chiapas            |
| Suroeste: Océano Pacífico | Sur: Océano Pacífico       | Sureste: Océano Pacífico |

## Relieve

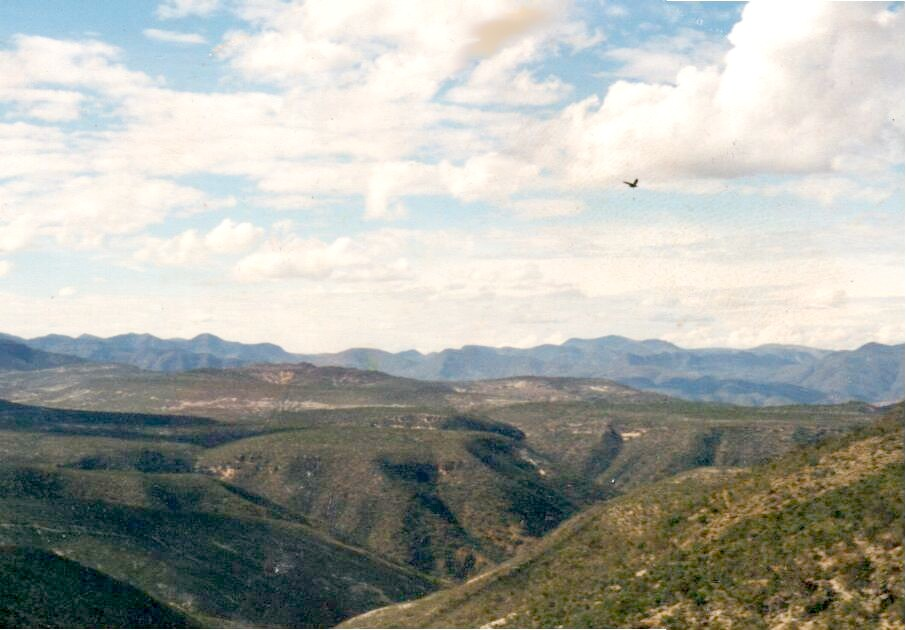
La sierra Mixteca, cerca de Nativitas Monte Verde, al noroeste del estado de Oaxaca.

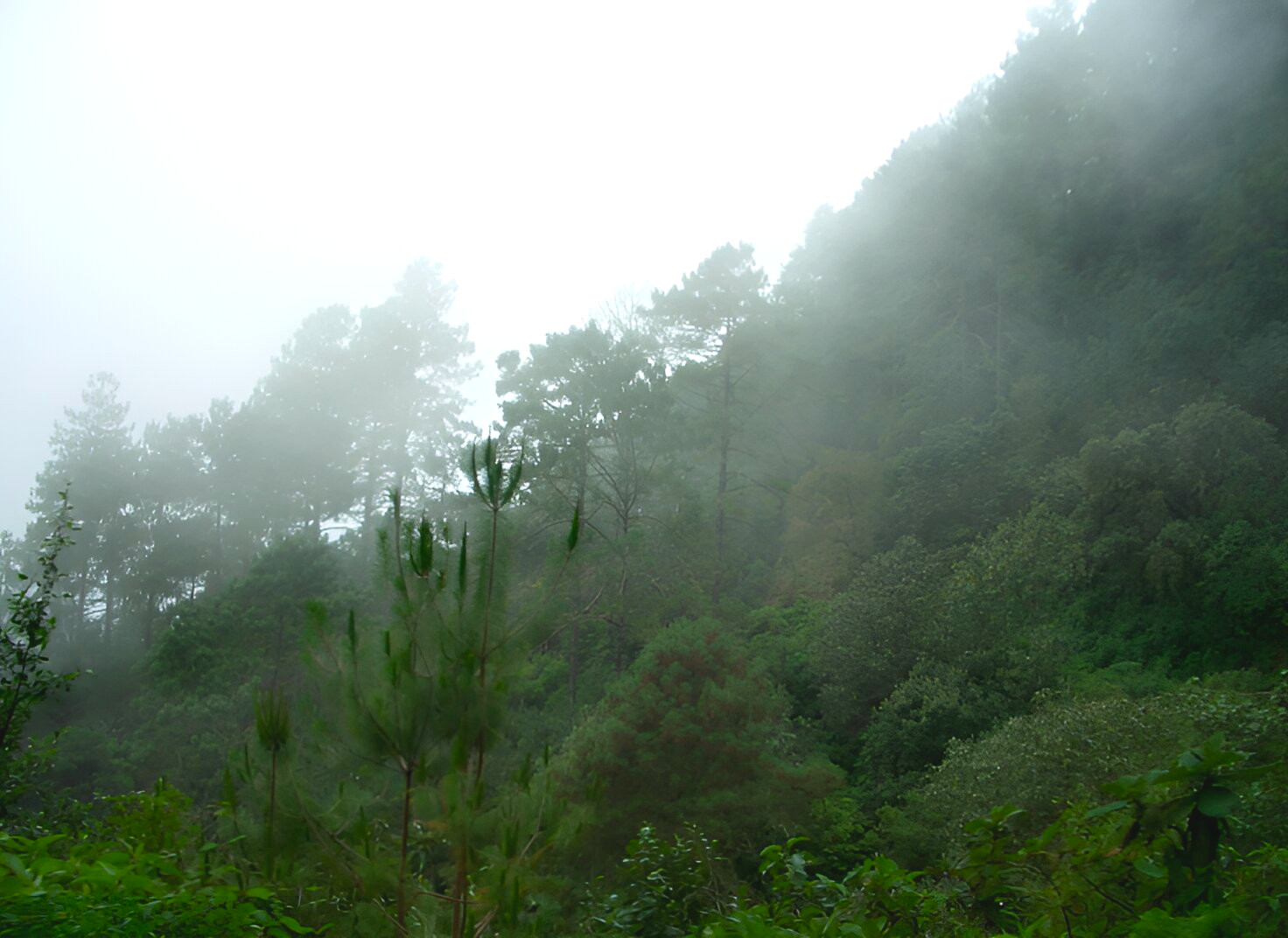
Paisaje de la Sierra Sur de Oaxaca. Los bancos de niebla son frecuentes durante casi todo el año.

La sierra mixteca ocupa casi el 52 por ciento del territorio oaxaqueño, por lo que generalmente el relieve del estado se compara con una hoja de papel arrugado. El punto más alto del estado es el Cerro Nube, con 3750 m s. n. m.[cita requerida]

## Hidrografía
La Sierra de Oaxaca constituye de aguas de las principales corrientes: hacia la vertiente del Pacífico, el Atoyac que se convierte en el Río Verde al atravesar la Sierra Madre del Sur y el Nudo Mixteco, afluente del Balsas. Hacia la vertiente del Golfo, el Río Grande y el Salado que forman más adelante dos de las principales presas: la Miguel Alemán y Miguel de la Madrid, retienen las aguas de los principales afluentes del Papaloapan en el norte. De la sierra atravesada surgen los afluentes de Coatzacoalcos para desaguar en el Golfo de México y el Istmo de Tehuantepec y que desembocan en la Bahía de la Ventosa; aquí se encuentra la Presa Benito Juárez Litorales: A lo largo de 533 km playas extensas caracterizan la costa oaxaqueña, donde desembocan gran número de ríos cortos que descienden de la Sierra Madre del Sur y forman esteros y lagunas; playas naturales como Puerto Escondido, Puerto Ángel y Sacrificios, bahías como Huatulco, Santa Cruz, Tangolunda y el Golfo de Tehuantepec, donde se encuentra la Laguna del Marqués, importante productora de sal.[cita requerida]
En Oaxaca se encuentran dos plantas hidroeléctricas generadoras de energía eléctrica que son las de Tamazulapam y Temazcal cuya capacidad conjunta de generación es de aproximadamente 1,059 millones de kW/hora; también se encuentra alimentado por la red troncal de transmisión proveniente de las centrales hidroeléctricas del sureste del país y de un parque de energía eólica con una capacidad de 250 megawatts. ubicado en el Istmo de Tehuantepec.[cita requerida]

### Ríos
Verde, Colotepec, Ayutla, Tenango, Huamelula, Espíritu Santo, Ostuta, La Arena, Sarabia, El Corte, Petapa, Putla, Atoyac, Tequisistlán, Aguacatenango Jatepec, Puxmetacán Trinidad, Valle Nacional-Papaloapan, Cajonos, Cuanana, San Antonio, Tonto, Joquila, Calapa, Petlapa, Minas, Tehuantepec, Grande, Mixteco, Salado, Los Perros, Copalita, Espíritu Santo, Santo Domingo, Grande-Salado.
Oaxaca alberga una interesante red hidrológica en la que se ubican, además de los ríos, grutas naturales, cuevas, cavernas y cuencas hidrológicas.
Las cuevas fueron consideradas como lugares sagrados por los antiguos oaxaqueños ya que los ubicaron como sitios donde moraban algunas deidades o fueron sedes de hechos milagrosos, es el caso de las cuevas Apoala, Localizada al norte de Nochixtlán, ubicada en un fértil y pequeño valle regado por el río del mismo nombre, dice la tradición mixteca que en los árboles que están a los márgenes del río o en la misma cueva, nació la pareja primordial que sería la raíz del pueblo mixteco.[cita requerida]
El sistema Cheve acarrea el agua desde las cuencas cerca de Pápalo hasta que las descarga en el cañón del Río Santo Domingo. Es la principal caverna del sistema y una serie de cavernas más pequeñas como Osto de Puente, Natural, Viento Frío, Cuates y Escondida que se conecta al sistema primordial. Contiene 23.5 kilómetros de paisajes explorados que terminan en un masivo pasaje bloqueado por rocas gigantescas al otro lado.
Sótano de San Agustín: el sistema, ubicado en la región de Huautla de Jiménez, con una profundidad de 1250 metros, se considera la más honda de América y una de las cavernas más largas de México con 24 kilómetros. Hasta la fecha se considera que el sistema no ha sido explorado en su totalidad. La visita expedicionaria se recomienda solo para profesionales, ya que gran parte del trayecto se efectúa bajando entre cascadas y pequeños arroyos a diferentes profundidades, lo que dificulta la respiración en plena oscuridad.
De los Ladrones: localizada en San Juan Atepec, se considera de gran longitud, el acceso es fácil en los primeros 50 metros y a partir de ahí, la cavidad se hace más estrecha. Llaman la atención las diferentes figuras formadas por estratificaciones calcáreas. La caverna no está totalmente explorada, y puede resultar peligrosa sin la compañía de un guía especializado.[cita requerida]

## Clima
En Oaxaca, las enormes cadenas montañosas sirven como barreras para los vientos que proceden del Golfo de México y del Océano Pacífico.[cita requerida]
Oaxaca presenta gran variedad climática, así, en su territorio hay climas cálidos, semicálidos, templados, semifríos y semisecos.
Los climas cálidos en conjunto abarcan poco más de 50% de la superficie total de la entidad, se producen en las zonas de menor altitud (del nivel del mar a 1000 m), se caracterizan por sus temperaturas medias anuales que varían de 22 °C a 28 °C y su temperatura media del mes más frío es de 18 °C o más.
Cerca de 20% de la entidad se encuentra bajo la influencia de climas semicálidos, en los que se presentan temperaturas medias anuales de 18 °C a 22 °C, o son mayores de 18 °C, y cubren áreas cuya altitud va de 1.000 a 2.000 m.[cita requerida]
Los climas templados, subhúmedo con lluvias en verano en mayor proporción y con abundantes lluvias en verano en áreas más reducidas, cubren aproximadamente 19% de la superficie del estado; se manifiestan en los terrenos cuya altitud es de 2.000 a 3.000 m se localiza hacia el centro y noroeste, pero también hacia el sur en la costa. El 3 de enero de 2007 se registró una inusual nevada en la Sierra Juárez afectando 8 municipios oaxaqueños, este fenómeno meteorológico pudiera se efecto del cambio climático.
En el centro-sur y nornoroeste se localizan las zonas con climas semisecos, las cuales representan casi el 10% del territorio estatal, e inmersas en ellas están las áreas de climas secos, que no llegan a cubrir el 1%.

## Regiones geográficas
Geográficamente, tiene ocho regiones:

### Región Costa
La región costa va a lo largo del Océano Pacífico, limita al norte con la Región de la Sierra Sur; al este con el Istmo de Tehuantepec; al oeste con el estado de Guerrero y al sur con el Océano Pacífico, ocupa el 11% del territorio estatal comprende todo los Distritos de:[cita requerida]
- Pochutla: 14
- Juquila: 12
- Jamiltepec (mixteco: Casandó): 24

La Costa puede describirse como una zona húmeda: Por un lado tienes muchos ríos que bajan de la Sierra Madre del Sur, y por el otro está el Mar, que proporcionada a sus habitantes una inmensa riqueza alimenticia. Esta se extiende en el litoral hacia el Océano Pacífico, a lo largo de 482 km. 
La vegetación de estos lugares está compuesta de árboles de maderas preciosa y otras especies tropicales de donde cuelgan lianas y beucos, tales como el cedro blanco, cedro rojo, caoba, primavera o macuil, guanacastle, ceiba o pochota, paraíso, palo de Brasil, palo de Campeche, cuchepil, cuapinol, achiote, sauce, roble o rosa morada, palma real, palmito, palma de corozo o coacoyul, palma de coquito, coyul, coyol.[cita requerida]
La agricultura se desarrolla acorde al crecimiento que experimenta la Región. Los cultivos de limoneros abarcan enormes extensiones con plantas geométricamente sembradas. Los cultivos se alteran con las praderas naturales o artificiales que alimentan al ganado vacuno, productor de leche y carne para consumo interno o consumo externo.[cita requerida]
La fauna es abundante, se cuenta con ardillas, anteburro o tapir, comadreja, musaraña, nutria o perro de agua (en extinción), marta, onza, oso hormiguero, murciélago, mapache, puerco espín, águila, búho, codorniz, cotorra, perico tucán, loro, guacamaya, zanate, zopilote, escorpión, tortuga, lagartija, cocodrilo, lagarto, víbora de cascabel, víbora sorda, iguana, camaleón, tilcuate, e infinidad de anfibios. En Chacahua, hay un parque nacional, decretado por el entonces presidente, Lázaro Cárdenas del Rí, para la producción de lagartos.[cita requerida]

### Región Sierra Sur
La Sierra Madre del Sur representa el 23 por ciento del estado. La conforman los siguientes distritos:[cita requerida]
- Putla (mixteco: Ñuhunuma): 10
- Sola de Vega (zapoteco: Huash): 16
- Miahuatlán (zapoteco: Guiesdó): 32
- Yautepec (zapoteco: Latzetzina): 12

Está conformada por 80 municipios político-administrativos.[cita requerida]
En su mayor parte, está compuesta por bosques que se extienden desde la serranías de Juquila, y Jamiltepec; En distintos puntos de la sierra hay Montañas muy elevadas, al internarse en la carretera de Putla, se atraviesan serie de montañas que dan la impresión de muchos horizontes. En la cima el paisaje es de pinos, y al descender, las faldas de las montañas se van cubriendo de vegetación propia del clima templado.[cita requerida]
En los pliegues de las montañas se forman pequeños valles transvesale; en ellos se simbre maíz, frijol, algunas legumbres y flores, en la zona cercana a San José abundan los agapados y alcatraces; hay lugares donde estas flores, así como las azucenas, y lirios se dan casi silvestres.[cita requerida]
En la parte de la Sierra Sur, conocida como la Sierra de Miahuatlán, hay varias cuevas, entre otras: La de Cerro Gordo, la de Santa María Coatlan y la de Santa Lucía Miahutlan. En Sola de Vega existen varias grutas conocidas como la de San Sebastián de las Fustes, la mayoría de estas grutas están conectadas a ríos subterráneos.[cita requerida]
En la región hay muchos minerales. Se han localizado metales como el oro, plata, hierro y antimonio.[cita requerida]
Sus ríos y escurrimientos de agua bajan hacia la costa y desembocan en el Océano Pacífico.[cita requerida]

### Región Istmo
La región del Istmo es una zona estrecha de la República Mexicana, una franja de tierra de aproximadamente 100 kilómetros (km), que separa al Golfo de México del Océano Pacífico. Ocupa el 18% del territorio estatal, por su tamaño en a segunda región en importancia y se encuentra integrada por 35 municipios. Está conformada por los distritos siguientes:[cita requerida]
- Tehuantepec (zapoteco: Guisí o Guidxeguí): 19
- Juchitán (zapoteco: Galahuiguichi): 22

El istmo es montañoso por el oeste y con planicies en el este y la Costa. Aquí la tierra es arenosa y seca, con vientos fuertes; lo bajo del terreno ha permitido la formación de lagunas de agua salada. Al oeste están las montañas del tabaco, hacia el este de Tehuantepec, el terreno es casi plano y sopla mucho viento, solo se destacan algunas colinas pequeños. Los ríos principales del Istmo spn el Tehuantepec que tiene agua todo el año y el Tequisistlan;las aguas de estos ríos se unen y son aprovechadas para la Agricultura mediante la presa Benito Juárez, otros ríos son el Ostuta, Niltepec, de los Perros y Chicapa, que atraviesan las ciudades, de Ixtepec, Ixtaltepec, Espinal y Juchitán de Zaragoza.[cita requerida]
De las costas oaxaqueñas aproximadamente 125 km, le pertenecen al Istmo. El puerto de Salina Cruz, es terminal de los ductos de producción petrolera y petroquímica provenientes de la Costa del Golfo, con una refinería de Petróleos Mexicanos. También ha sido una flota camarinera que atrapa esa especie en el mar patrimonial del océano Pacífico y cuyo mercado es básicamente el extranjero.[cita requerida]
Los puertos naturales son Huatulco y Santa Cruz; hay varias islas pero todas muy pequeñas; la menos chica es Tagolava. La mayor parte de la tierra que cubre el valle de Tehuantepec es de aluvión y, por lo tanto, muy fértil.[cita requerida]
En ocasiones el suelo tiene una profundidad de 10 metros; por otra parte la región tiene clima tropical con una época de secas y otra de lluvias…  durante la estación seca, el viento azota y forma remolinos en los planes de Juchitán y las Sabanas de Tehuantepec, los periodos de lluvias en el Istmo empieza entre mayo y junio: en esta temporada llueve casi diario.[cita requerida]
La naturaleza del Istmo incluye grandes bosques en las montañas, al norte y al este; zona de sabanas cerca de Tehuantepec; amplios planes en Juchitán y manglares y pantanos a lo largo de la costa.[cita requerida]
Entre los mamíferos silvestres del Istmo se encuentran el jaguar, ocelote, puma, leopardo, zorros, especialmente el gris, coyote, entre otros.[cita requerida]

### Región Sierra Norte
Al bajar del pico de Orizaba se encuentra la Región de la Sierra Norte, también conocida con el nombre de Sierra Juárez o Sierra Oaxaca, que ocupa el 13 por ciento del territorio estatal. Esta región abarca los distritos siguientes:[cita requerida]
- Mixe (mixe: Muycuxma): 17

- Villa Alta (zapoteco: Luchiguizaa): 25
- Ixtlán de Juárez (zapoteco: Ladxetsi): 26

La Región de la Sierra está conformada por 123 municipios político-administrativos.[cita requerida]
| Parámetros climáticos promedio de Humo Chico, Santiago Comaltepec -2012-m s. n. m. | Parámetros climáticos promedio de Humo Chico, Santiago Comaltepec -2012-m s. n. m. | Parámetros climáticos promedio de Humo Chico, Santiago Comaltepec -2012-m s. n. m. | Parámetros climáticos promedio de Humo Chico, Santiago Comaltepec -2012-m s. n. m. | Parámetros climáticos promedio de Humo Chico, Santiago Comaltepec -2012-m s. n. m. | Parámetros climáticos promedio de Humo Chico, Santiago Comaltepec -2012-m s. n. m. | Parámetros climáticos promedio de Humo Chico, Santiago Comaltepec -2012-m s. n. m. | Parámetros climáticos promedio de Humo Chico, Santiago Comaltepec -2012-m s. n. m. | Parámetros climáticos promedio de Humo Chico, Santiago Comaltepec -2012-m s. n. m. | Parámetros climáticos promedio de Humo Chico, Santiago Comaltepec -2012-m s. n. m. | Parámetros climáticos promedio de Humo Chico, Santiago Comaltepec -2012-m s. n. m. | Parámetros climáticos promedio de Humo Chico, Santiago Comaltepec -2012-m s. n. m. | Parámetros climáticos promedio de Humo Chico, Santiago Comaltepec -2012-m s. n. m. | Parámetros climáticos promedio de Humo Chico, Santiago Comaltepec -2012-m s. n. m. |
| Mes                                                                                | Ene.                                                                               | Feb.                                                                               | Mar.                                                                               | Abr.                                                                               | May.                                                                               | Jun.                                                                               | Jul.                                                                               | Ago.                                                                               | Sep.                                                                               | Oct.                                                                               | Nov.                                                                               | Dic.                                                                               | Anual                                                                              |
| ---------------------------------------------------------------------------------- | ---------------------------------------------------------------------------------- | ---------------------------------------------------------------------------------- | ---------------------------------------------------------------------------------- | ---------------------------------------------------------------------------------- | ---------------------------------------------------------------------------------- | ---------------------------------------------------------------------------------- | ---------------------------------------------------------------------------------- | ---------------------------------------------------------------------------------- | ---------------------------------------------------------------------------------- | ---------------------------------------------------------------------------------- | ---------------------------------------------------------------------------------- | ---------------------------------------------------------------------------------- | ---------------------------------------------------------------------------------- |
| Temp. máx. abs. (°C)                                                               | 19.0                                                                               | 27                                                                                 | 23.5                                                                               | 26.5                                                                               | 32.5                                                                               | 21                                                                                 | 18.5                                                                               | 21                                                                                 | 19                                                                                 | 20                                                                                 | 27                                                                                 | 18.5                                                                               | '                                                                                  |
| Temp. máx. media (°C)                                                              | 11.7                                                                               | 14.2                                                                               | 16.2                                                                               | 16.8                                                                               | 16.8                                                                               | 13.2                                                                               | 11.6                                                                               | 12                                                                                 | 11.8                                                                               | 11.7                                                                               | 12.6                                                                               | 11.6                                                                               | 13.4                                                                               |
| Temp. media (°C)                                                                   | 7.1                                                                                | 9                                                                                  | 10.7                                                                               | 11.5                                                                               | 11.7                                                                               | 9.5                                                                                | 8.2                                                                                | 8.5                                                                                | 8.5                                                                                | 8.1                                                                                | 8.2                                                                                | 7.3                                                                                | 9.0                                                                                |
| Temp. mín. media (°C)                                                              | 2.5                                                                                | 3.8                                                                                | 5.2                                                                                | 6.2                                                                                | 6.6                                                                                | 5.7                                                                                | 4.9                                                                                | 5                                                                                  | 5.3                                                                                | 4.5                                                                                | 3.9                                                                                | 3.1                                                                                | 4.7                                                                                |
| Temp. mín. abs. (°C)                                                               | -8.0                                                                               | -4.5                                                                               | -6.0                                                                               | -3.0                                                                               | -0.5                                                                               | 1                                                                                  | 1                                                                                  | 1                                                                                  | 0                                                                                  | -1                                                                                 | -2.5                                                                               | -5                                                                                 | '                                                                                  |
| Precipitación total (mm)                                                           | 74.6                                                                               | 78.5                                                                               | 47.9                                                                               | 56.2                                                                               | 135.7                                                                              | 548.0                                                                              | 632.8                                                                              | 641.5                                                                              | 700.8                                                                              | 459.3                                                                              | 213.3                                                                              | 201.4                                                                              | 3790                                                                               |
| Días de precipitaciones (≥ 1 mm)                                                   | 9.4                                                                                | 7.3                                                                                | 7.1                                                                                | 9.4                                                                                | 13.3                                                                               | 24.6                                                                               | 27.9                                                                               | 27.8                                                                               | 27                                                                                 | 20                                                                                 | 13.5                                                                               | 13.0                                                                               | 201.6                                                                              |
| Fuente: http://smn.cna.gob.mx/climatologia/Normales5110/NORMAL20273.TXT            |                                                                                    |                                                                                    |                                                                                    |                                                                                    |                                                                                    |                                                                                    |                                                                                    |                                                                                    |                                                                                    |                                                                                    |                                                                                    |                                                                                    |                                                                                    |

Es una sierra muy rica debido, entre otras cosas, a la cantidad de lluvia que cae al año. En la parte norte casi con el límite del estado de Puebla, a la salida del Sol se ven grietas profundas en los costados de las montañas. A medida que se va subiendo por esta zona, la vegetación no es muy abundante, pero al llegar a al cumbre, el medio físico cambia y se vuelve muy rico y fértil.[cita requerida]
En los poblados de la Región de la Sierra, unas veces fríos y otro húmedos, se dan muy bien frutales como el albaricoque, la manzana, el durazno, la pera, el membrillo. Bajo la tierra crece el camote que, en el distrito de Villa Alta, se da abundantemente, y también la papa.[cita requerida]
Al pasar al distrito de Ixtlán, se halla la montaña conocida como Cuatsimulco. De esta montaña bajan muchos ríos y arroyuelos que van a engrosar el caudal del río Papaloapan.[cita requerida]
El norte de Oaxaca es una cuna de varios ríos.[cita requerida]

### Región Cuenca del Papaloapan
Es la región más rica del estado de Oaxaca, en cuanto a la diversidad de sus productos y la fertilidad de la tierra. Ocupa el 11 por ciento del territorio estatal: conocida también con el nombre de la región del Golfo, denominada así por su cercanía (70 km) respecto al golfo de México. Está conformada por los distritos siguientes: 
- Tuxtepec (chinanteco: Gueumaló o mazateco: Nachinxé): 14
- Choapan (zapoteco: Guimbetsi): 6

| Parámetros climáticos promedio de San Juan Bautista Tuxtepec, Adolfo López Mateos                                               | Parámetros climáticos promedio de San Juan Bautista Tuxtepec, Adolfo López Mateos | Parámetros climáticos promedio de San Juan Bautista Tuxtepec, Adolfo López Mateos | Parámetros climáticos promedio de San Juan Bautista Tuxtepec, Adolfo López Mateos | Parámetros climáticos promedio de San Juan Bautista Tuxtepec, Adolfo López Mateos | Parámetros climáticos promedio de San Juan Bautista Tuxtepec, Adolfo López Mateos | Parámetros climáticos promedio de San Juan Bautista Tuxtepec, Adolfo López Mateos | Parámetros climáticos promedio de San Juan Bautista Tuxtepec, Adolfo López Mateos | Parámetros climáticos promedio de San Juan Bautista Tuxtepec, Adolfo López Mateos | Parámetros climáticos promedio de San Juan Bautista Tuxtepec, Adolfo López Mateos | Parámetros climáticos promedio de San Juan Bautista Tuxtepec, Adolfo López Mateos | Parámetros climáticos promedio de San Juan Bautista Tuxtepec, Adolfo López Mateos | Parámetros climáticos promedio de San Juan Bautista Tuxtepec, Adolfo López Mateos | Parámetros climáticos promedio de San Juan Bautista Tuxtepec, Adolfo López Mateos |
| Mes | Ene.                                                                              | Feb.                                                                              | Mar.                                                                              | Abr.                                                                              | May.                                                                              | Jun.                                                                              | Jul.                                                                              | Ago.                                                                              | Sep.                                                                              | Oct.                                                                              | Nov.                                                                              | Dic.                                                                              | Anual                                                                             |
| --- | --------------------------------------------------------------------------------- | --------------------------------------------------------------------------------- | --------------------------------------------------------------------------------- | --------------------------------------------------------------------------------- | --------------------------------------------------------------------------------- | --------------------------------------------------------------------------------- | --------------------------------------------------------------------------------- | --------------------------------------------------------------------------------- | --------------------------------------------------------------------------------- | --------------------------------------------------------------------------------- | --------------------------------------------------------------------------------- | --------------------------------------------------------------------------------- | --------------------------------------------------------------------------------- |
| Temp. máx. abs. (°C) | 31.5                                                                              | 36                                                                                | 40                                                                                | 44                                                                                | 41.5                                                                              | 42                                                                                | 36.5                                                                              | 37                                                                                | 37.5                                                                              | 36                                                                                | 33.5                                                                              | 33                                                                                | 44                                                                                |
| Temp. máx. media (°C) | 26                                                                                | 27.9                                                                              | 30.2                                                                              | 33.3                                                                              | 35                                                                                | 33.7                                                                              | 32.5                                                                              | 32.4                                                                              | 32                                                                                | 30.2                                                                              | 26.4                                                                              | 28.1                                                                              | 30.6                                                                              |
| Temp. media (°C) | 21.7                                                                              | 22.9                                                                              | 24.9                                                                              | 27.4                                                                              | 29                                                                                | 28.4                                                                              | 27.4                                                                              | 27.5                                                                              | 27.4                                                                              | 26                                                                                | 24                                                                                | 22.4                                                                              | 25.8                                                                              |
| Temp. mín. media (°C) | 17.4                                                                              | 18                                                                                | 19.5                                                                              | 21.5                                                                              | 23.1                                                                              | 23.1                                                                              | 22.3                                                                              | 22.5                                                                              | 22.8                                                                              | 21.7                                                                              | 19.9                                                                              | 18.3                                                                              | 20.8                                                                              |
| Temp. mín. abs. (°C) | 11                                                                                | 11.5                                                                              | 12.5                                                                              | 13                                                                                | 19                                                                                | 19                                                                                | 19                                                                                | 18.5                                                                              | 20.5                                                                              | 14                                                                                | 13.5                                                                              | 10                                                                                | 10                                                                                |
| Precipitación total (mm) | 58                                                                                | 34                                                                                | 32                                                                                | 38                                                                                | 98                                                                                | 289                                                                               | 434                                                                               | 417                                                                               | 327                                                                               | 213                                                                               | 100                                                                               | 41                                                                                | 2078                                                                              |
| Días de precipitaciones (≥ 1 mm)                                                                                                | 7.2                                                                               | 5.2                                                                               | 5.6                                                                               | 4.3                                                                               | 7.1                                                                               | 14.4                                                                              | 20.1                                                                              | 18.9                                                                              | 16.6                                                                              | 12.6                                                                              | 8.7                                                                               | 7.4                                                                               | 128.1                                                                             |
| Fuente: http://www.weatherbase.com/weather/weather.php3?s=920294&cityname=San-Juan-Bautista-Tuxtepec-Oaxaca-Mexico&units=metric |                                                                                   |                                                                                   |                                                                                   |                                                                                   |                                                                                   |                                                                                   |                                                                                   |                                                                                   |                                                                                   |                                                                                   |                                                                                   |                                                                                   |                                                                                   |

Está conformada por 16 municipios político-administrativos. La humedad de la región y su temperatura cálida han dado como consecuencia el desarrollo de vegetación tropical. Diferentes lugares se especializan en el cultivo de diversos productos, por ejemplo en Valle Nacional, el tabaco; en Loma Bonita la piña; en los distritos de Choapan y Mixe el café y el tabaco, y en toda la región se produce el plátano y barbasco.[cita requerida]
Choapan es reconocido, porque ahí se cultivan algunos tés aromáticos que son muy buscados en los mercados internacionales. En la parte selvática de la región crece el palo de Campeche, que durante mucho tiempo se utilizó para teñir telas, y la vainilla. Toda esta región está bañada por ríos y arroyos que bajan de la sierra norte.[cita requerida]
Debido a la cantidad de riachuelos que recorren la zona, en la parte occidental de la región del Papaloapan se alza, prácticamente una pared de vegetación.[cita requerida]
En las zonas selváticas es necesario limpiar constantemente los caminos para mantenerlos en buen estado; la vegetación es tan profusa, que las plantas se producen con mucha facilidad en medio de los caminos.[cita requerida]
Esta región no es de todo placentera: la humedad y el calor son propicios para que se reproduzcan los mosquitos y otros animales ponzoñosos.[cita requerida]

### Región Sierra de Flores Magón
- Teotitlán (náhuatl): 25
- Cuicatlán (mixteco: Yabahaco): 20

### Región Mixteca
Ocupa el 14% del territorio estatal. En la Región Mixteca, el medio físico cambia de árido y semidesértico a boscoso y estepario. Conformada por 163 municipios político-administrativo. Y por sus distritos:[cita requerida]
- Nochixtlán (mixteco: Nuanduco) 32
- Tlaxiaco (mixteco: Ndijiñu): 35
- Juxtlahuaca (mixteco: Yosocui): 7
- Silacayoapan (náhuatl): 19
- Huajuapan (mixteco: Ñudee): 28
- Coixtlahuaca (mixteco: Yodoco): 13
- Teposcolula (mixteco: Yocundá): 21

La región es muy pobre en apariencia, por sus tierras y por los pocos cultivos que se dan en ella. Las montañas de la Mixteca encierran depósitos de antimonio, zinc, plomo, plata, oro, tungsteno, manganeso, hierro y mercurio.[cita requerida]
En la región sureste del distrito de Teposcolula, predominan agrupamientos de encinos enanos. Al norte de Huajuapan la vegetación está constituida de órganos que dan al lugar una coloración de ocres y verdes tipo desierto. Mientras que en Tlaxiaco sus principales cumbres son el Cerro Negro y Yucunino.[cita requerida]
La Mixteca es conocida por sus grutas; la de Apoala, en Nochixtlán: es una gruta grande con dos galerías de 40 y 35 metros de altura que están ligadas a los orígenes del pueblo mixteco, según cuenta su historia. Lo notable de esta gruta es la laguna que tiene dentro donde sus aguas se están moviendo continuamente.[cita requerida]
La erosión es muy fuerte en la Mixteca. Coixtlahuaca ha sido citada como un lugar de peor grado de erosión existente. Si esta continua, es posible que la Mixteca se convierta en un desierto y pierda toda su tierra cultivable.[cita requerida]
A pesar de la pobreza regional y de la grave erosión que se da en este lugar, en los pequeños valles y laderas donde pueden labrar la tierra se siembra maíz, frijol, papa, arroz, chile y se cultivan algunas frutas, pero no son suficientes para el número de habitantes.[cita requerida]
Desde la cumbres de la Mixteca se pueden observar, ocasionalmente, varios tipos de aves de las altura, como al águila, el halcón, y el gavilán; porque en las montañas el tejón, el mapache y el tlacuache que son el alimento de estas aves de presa.[cita requerida]

### Región Valles Centrales
La región de los Valles Centrales  de Oaxaca se considera el corazón geográfico, político y social de la entidad. Limita al norte y este con al Sierra Madre, al sur con la Sierra Madre del Sur, y al oeste con La Mixteca y la Sierra Madre del Sur.[cita requerida]
Está compuesta por 121 municipios, inscritos en 7 distritos.[cita requerida]
Es, básicamente, la cuenca oriental alta del río Verde, localmente llamado Atoyac. Está bordeada por dos brazos de las dos sierras madres, presentando en su interior diversas elevaciones montañosas aisladas. La zona es de productividad media debido a que, originalmente sus suelos acogieron una densa cubierta vegetal, aunque en la actualidad han sido desgastados por el continuo uso agrícola.ref>catarina.udlap.mx (capítulo 2)</ref>
Está integrada por 102 municipios administrativos y sus distritos:[cita requerida]
- - Etla (zapoteco: Lobaana): 23
- Zaachila (zapoteco: Zaadxil): 6

- Zimatlán (zapoteco: Guidxibui) 13
- Ejutla (zapoteco: Lubisaa): 13
- Ocotlán (zapoteco: Lachiroo o Latsi Xirooba -Valle Grande): 20
- Tlacolula (zapoteco: Guichiguiba): 25
- Centro (zapoteco: Galahui): 21

Entre sus valles se encuentran algunas diferencias, si bien en general se presentan las características propias del clima templado.
La vegetación en general es de pastizales, aunque también se encuentran árboles como el huamúchil.[cita requerida]
La tierra a veces es negra, roja o amarilla y tiene también distintas calidades, las mejores en Los Valles de Etla, Zimatlan, Ocotlan, y Tlacolula. 
La temperatura de los Valles es templada con lluvias en verano. Los meses más calurosos son abril y mayo. Los meses más fríos son los de diciembre, enero y febrero. La época de lluvia comienza regularmente en mayo y en ocasiones se prolonga hasta septiembre.[cita requerida]